# Tractament ambulatori

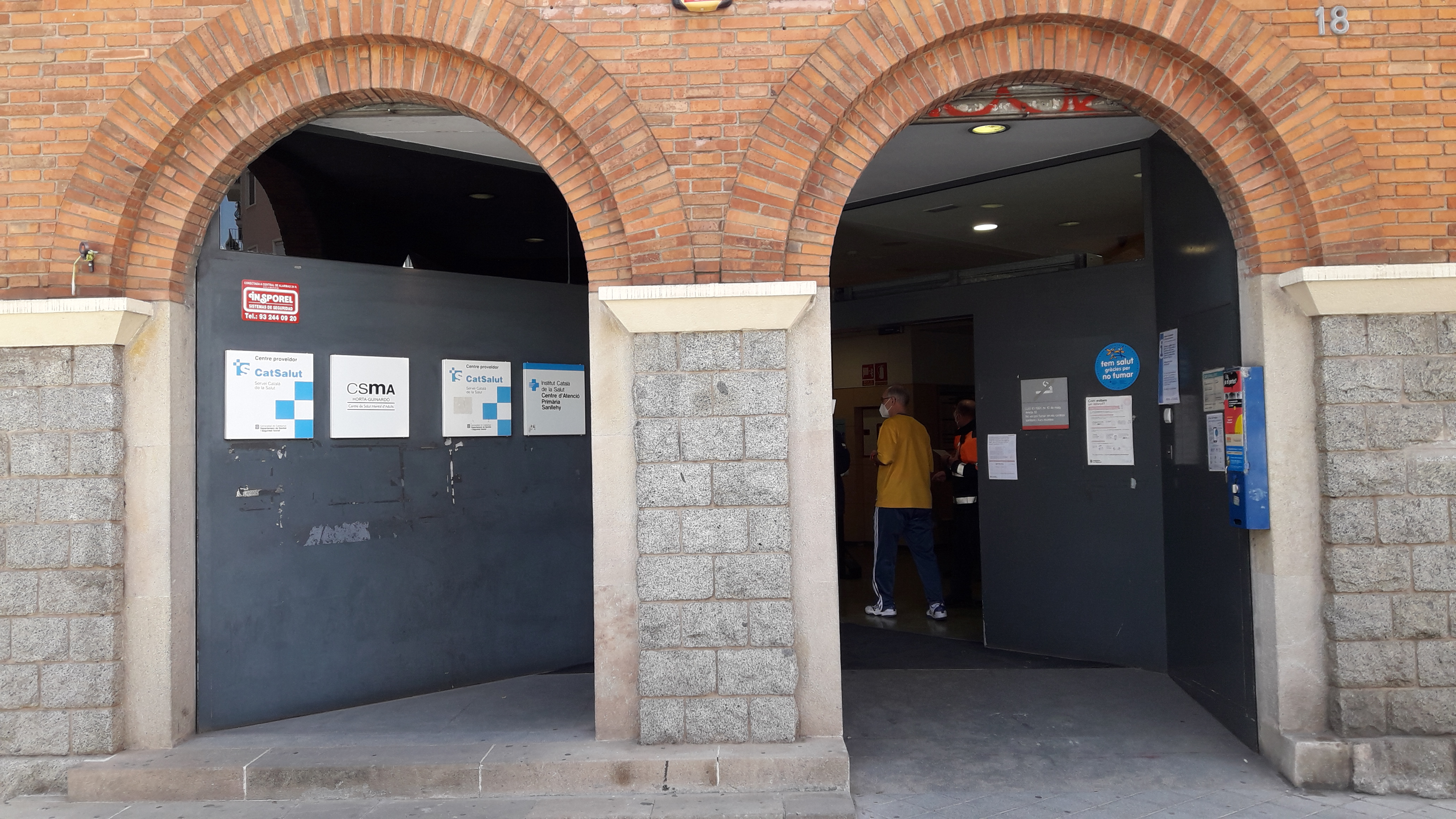
Ambulatori o CAP.

El tractament ambulatori és aquell tractament mèdic que no necessita ingrés hospitalari i que per tant permet a un malalt tornar al seu domicili el mateix dia que realitza aquest tractament. Habitualment el pacient assisteix al centre mèdic pels seus mitjans, de vegades es traslladat per un transport sanitari. Aquests centres mèdics sòn en la majoria de casos ambulatoris o Centre d'Atenció Primària (CAP). Els tractaments ambulatoris no són tan complexos com els que ofereixen els hospitals, tot i que els centres hospitalaris poden oferir aquests tipus de tractament.